# Palaestra platycera
Palaestra platycera es una especie de coleóptero de la familia Meloidae.

## Distribución geográfica
Habita en el oeste de Australia.